# (32612) Ghatare
2001 QA256 (asteroide 32612) é um asteroide da cintura principal. Possui uma excentricidade de 0.09637280 e uma inclinação de 7.52976º.
Este asteroide foi descoberto no dia 25 de agosto de 2001 por LINEAR em Socorro.